# Isola di Dinagat
Dinagat è un'isola dell'arcipelago delle Filippine. L'isola fa parte della provincia di Isole Dinagat.
Si estende in direzione nord-sud per una lunghezza di circa 60 km, tra il Mare delle Filippine ad est e lo stretto di Surigao ad ovest. A sud ci sono il Surigao del Norte e l'isola di Mindanao, ad ovest c'è l'isola di Leyte e a nord l'arcipelago delle Visayas.